# Oktoknopie (stripalbum)
Oktoknopie is het eerste album van de gelijknamige reeks. Het werd getekend en geschreven door Gerard Leever. Het album kreeg de Stripschapspenning voor beste jeugdalbum van het jaar 2000.
Het album heeft geen verhaallijn, want het is een bundeling van één-pagina lange gags die eerder al in Taptoe verschenen.